# Salvadorianische Fußballnationalmannschaft (U-20-Männer)
Die salvadorianische U-20-Fußballnationalmannschaft ist eine Auswahlmannschaft salvadorianischer Fußballspieler. Sie unterliegt der Federación Salvadoreña de Fútbol und repräsentiert sie international auf U-20-Ebene, etwa in Freundschaftsspielen gegen die Auswahlmannschaften anderer nationaler Verbände oder bei der U-20-Fußball-Weltmeisterschaft und der CONCACAF U-20-Meisterschaft.
2013 schied die Mannschaft bei ihrer bislang einzigen U-20-WM-Teilnahme in der Vorrunde aus.
Durch einen Finalsieg gegen Honduras wurde sie 1964 CONCACAF-Meister.

## Teilnahme an U-20-Weltmeisterschaften
| 1977 | nicht qualifiziert |
| 1979 | nicht qualifiziert |
| 1981 | nicht qualifiziert |
| 1983 | nicht qualifiziert |
| 1985 | nicht qualifiziert |
| 1987 | nicht qualifiziert |
| 1989 | nicht qualifiziert |
| 1991 | nicht qualifiziert |
| 1993 | nicht qualifiziert |
| 1995 | nicht qualifiziert |
| 1997 | nicht qualifiziert |
| 1999 | nicht qualifiziert |
| 2001 | nicht qualifiziert |
| 2003 | nicht qualifiziert |
| 2005 | nicht qualifiziert |
| 2007 | nicht qualifiziert |
| 2009 | nicht qualifiziert |
| 2011 | nicht qualifiziert |
| 2013 | Vorrunde           |
| 2015 | nicht qualifiziert |
| 2017 | nicht qualifiziert |
| 2019 | nicht qualifiziert |
| 2023 | nicht qualifiziert |

## Teilnahme an CONCACAF U-20-Meisterschaft
(1962 bis 1997 CONCACAF Jugendturnier, 1998 bis 2007 in zwei Gruppen ausgetragene Qualifikation zur U-20-WM, seit 2009 CONCACAF U-20-Meisterschaft)
| 1962 | Vorrunde            |
| 1964 | Sieger              |
| 1970 | 4. Platz            |
| 1973 | nicht teilgenommen  |
| 1974 | nicht teilgenommen  |
| 1976 | Vorrunde            |
| 1978 | 2. Runde            |
| 1980 | Vorrunde            |
| 1982 | 2. Runde            |
| 1984 | 3. Platz            |
| 1986 | nicht teilgenommen  |
| 1988 | nicht teilgenommen  |
| 1990 | Vorrunde            |
| 1992 | nicht teilgenommen  |
| 1994 | 4. Platz            |
| 1996 | Vorrunde            |
| 1998 | nicht qualifiziert  |
| 2001 | nicht qualifiziert  |
| 2003 | 4. Platz (Gruppe B) |
| 2005 | nicht qualifiziert  |
| 2007 | nicht qualifiziert  |
| 2009 | Vorrunde            |
| 2011 | disqualifiziert     |
| 2013 | 3. Platz            |
| 2015 | 5. Platz            |
| 2017 | Vorrunde            |
| 2018 | Vorrunde            |
| 2022 | Achtelfinale        |